# پرووشینو
پرووشینو (انگلیسی: Pervushino) یک شهرک در شهرستان کوشنارنکوفسکی جمهوری باشقیرستان در کشور روسیه است.